# Harry Potter (seria filmów)
Harry Potter – seria ośmiu brytyjsko-amerykańskich filmów fantasy z lat 2001–2011, produkowanych i dystrybuowanych przez wytwórnię Warner Bros. Pictures. Cykl stanowi adaptację serii siedmiu powieści pod tym samym tytułem autorstwa brytyjskiej pisarki J.K. Rowling (siódma książka została zekranizowana w dwóch filmach). Seria jest częścią franczyzy medialnej Wizarding World, stworzonej na podstawie twórczości Rowling. Fabuła filmów jest osadzona w świecie magii, a jego głównymi bohaterami są nastoletni uczniowie Szkoły Magii i Czarodziejstwa w Hogwarcie: Harry Potter, Ron Weasley i Hermiona Granger. Najważniejszym wątkiem jest walka społeczności czarodziejskiej z czarnoksiężnikiem Lordem Voldemortem.
Producentem całej serii jest David Heyman. Filmy zostały wyreżyserowane przez: Chrisa Columbusa (dwie pierwsze części), Alfonso Cuaróna (część trzecia), Mike’a Newella (część czwarta) i Davida Yatesa (cztery ostatnie części). Autorem siedmiu scenariuszy jest Steve Kloves, który przy piątym filmie został zastąpiony przez Michaela Goldenberga. W główne role wcielili się Daniel Radcliffe, Rupert Grint i Emma Watson.

## Lista filmów
| Nr | Tytuł                                     | Tytuł oryginalny                              | Data premiery          | Data premiery w Polsce |
| -- | ----------------------------------------- | --------------------------------------------- | ---------------------- | ---------------------- |
| 1  | Harry Potter i Kamień Filozoficzny        | Harry Potter and the Philosopher’s Stone      | 4 listopada 2001(dts)  | 18 stycznia 2002(dts)  |
| 2  | Harry Potter i Komnata Tajemnic           | Harry Potter and the Chamber of Secrets       | 3 listopada 2002(dts)  | 1 stycznia 2003(dts)   |
| 3  | Harry Potter i więzień Azkabanu           | Harry Potter and the Prisoner of Azkaban      | 23 maja 2004(dts)      | 4 czerwca 2004(dts)    |
| 4  | Harry Potter i Czara Ognia                | Harry Potter and the Goblet of Fire           | 6 listopada 2005(dts)  | 25 listopada 2005(dts) |
| 5  | Harry Potter i Zakon Feniksa              | Harry Potter and the Order of the Phoenix     | 28 czerwca 2007(dts)   | 27 lipca 2007(dts)     |
| 6  | Harry Potter i Książę Półkrwi             | Harry Potter and the Half-Blood Prince        | 6 lipca 2009(dts)      | 24 lipca 2009(dts)     |
| 7  | Harry Potter i Insygnia Śmierci: Część I  | Harry Potter and the Deathly Hallows – Part 1 | 11 listopada 2010(dts) | 19 listopada 2010(dts) |
| 8  | Harry Potter i Insygnia Śmierci: Część II | Harry Potter and the Deathly Hallows – Part 2 | 7 lipca 2011(dts)      | 15 lipca 2011(dts)     |

## Streszczenie fabuły

### Harry Potter i Kamień Filozoficzny
Harry Potter, osierocony w okresie niemowlęcym przez rodziców, jest wychowywany przez spokrewnioną rodzinę Dursleyów. W dniu jedenastych urodzin dowiaduje się, że jest czarodziejem, a mając rok przeżył mordercze zaklęcie czarnoksiężnika Lorda Voldemorta, który uprzednio zabił jego rodziców. Od tej pory Voldemort zniknął, a Harry stał się w świecie magii symbolem pokonania go. We wrześniu chłopiec rozpoczyna naukę w Szkole Magii i Czarodziejstwa w Hogwarcie, gdzie zaprzyjaźnia się z Ronem Weasleyem i Hermioną Granger. Bohaterowie powstrzymują opętanego przez Voldemorta nauczyciela, Kwiryniusza Quirrella, przed wykradnięciem ukrytego w szkole i zapewniającego długowieczność kamienia filozoficznego.

### Harry Potter i Komnata Tajemnic
Bohaterowie powracają do Hogwartu na drugi rok nauki. Mieszkańcy zamku w tajemniczych okolicznościach są petryfikowani. Według pogłoski odpowiedzialność za ataki ponosi ukryty w umiejscowionej w szkole legendarnej Komnacie Tajemnic stwór – bazyliszek. Harry’emu udaje się dostać do Komnaty, pokonać sterowanego przez wspomnienie nastoletniego Voldemorta bazyliszka oraz uwolnić uprowadzoną i przetrzymywaną tam siostrę Rona, Ginny.

### Harry Potter i więzień Azkabanu
W społeczności magicznej wybucha skandal związany z ucieczką Syriusza Blacka z więzienia w Azkabanie. Harry dowiaduje się, że Black przyjaźnił się z jego rodzicami, jednak zdradził Voldemortowi miejsce ich pobytu, a następnie dokonał masowego morderstwa. Gdy Harry, Ron i Hermiona go spotykają, bohater okazuje się być niesłusznie oskarżony o czyny, których dokonał inny przyjaciel Potterów, Peter Pettigrew.

### Harry Potter i Czara Ognia
W Hogwarcie organizowany jest Turniej Trójmagiczny, w którym ma rywalizować ze sobą trójka uczniów różnych szkół magicznych. Czara Ognia wybiera dwóch reprezentantów Hogwartu, w tym Harry’ego, który nie zgłosił swojej kandydatury. Podczas ostatniego zadania turnieju bohater przenosi się na cmentarz, gdzie Pettigrew wykorzystuje jego krew do przywrócenia Voldemortowi ciała i pełnej mocy magicznej. Czarnoksiężnik usiłuje zabić Harry’ego, któremu udaje się powrócić do Hogwartu i wygrać turniej.

### Harry Potter i Zakon Feniksa
Dyrektor Hogwartu, Albus Dumbledore, wznawia Zakon Feniksa – tajną organizację przeciwdziałającą Voldemortowi i jego poplecznikom, śmierciożercom. Ministerstwo Magii zarzuca Harry’emu i Dumbledore’owi, że kłamią w sprawie powrotu czarnoksiężnika. Nastawiona do nich wrogo pracownica Ministerstwa, Dolores Umbridge, zaczyna nauczać w Hogwarcie. Tymczasem Harry’ego prześladują wizje, w których Voldemort pragnie wykraść ukrytą w Ministerstwie broń. Okazuje się nią być przepowiednia o tym, że spośród nich dwóch jeden zabije drugiego. Kula z przepowiednią zostaje zniszczona podczas walki Harry’ego, jego przyjaciół i Zakonu Feniksa przeciwko Voldemortowi i śmierciożercom w gmachu Ministerstwa. Po tym, jak pracownicy Ministerstwa widzą Voldemorta, społeczność czarodziejska oficjalnie uznaje jego powrót.

### Harry Potter i Książę Półkrwi
Podczas szóstego roku nauki w Hogwarcie Harry rozpoczyna związek z Ginny i poznaje z Dumbledore’em przeszłość Voldemorta. Bohaterowie odkrywają, że czarnoksiężnik wydzielił siedem fragmentów swojej duszy i umieścił je w horkruksach, których zniszczenie jest warunkiem koniecznym pokonania go. Pod koniec roku szkolnego Dumbledore zostaje zamordowany przez nauczyciela Severusa Snape’a, który okazuje się być tytułowym Księciem Półkrwi.

### Harry Potter i Insygnia Śmierci: Część I
Voldemort i śmierciożercy przejmują władzę w Ministerstwie Magii. Harry, Ron i Hermiona nie wracają do Hogwartu na siódmy rok nauki. Przez miesiące żyją w ukryciu, przemieszczając się i poszukując horkruksów. Odkrywają ponadto, że Voldemort poszukuje legendarnych Insygniów Śmierci, dających posiadaczowi moc pokonania śmierci.

### Harry Potter i Insygnia Śmierci: Część II
Harry, Ron i Hermiona udają się do Hogwartu, gdzie ukryty jest jeden z horkruksów. Na terenie zamku dochodzi do całonocnej bitwy między Voldemortem i śmierciożercami a ich przeciwnikami. Bohaterom ostatecznie udaje się zniszczyć wszystkie horkruksy. W międzyczasie Potter odkrywa, że sam jest horkruksem oraz zmarły Snape był po stronie Zakonu Feniksa i go chronił przed śmierciożercami. Osłabiony i pokonany po zniszczeniu horkruksów Voldemort umiera.

## Obsada
Lista przedstawia główną obsadę filmów, wymienioną na początku napisów końcowych, wraz z numerami filmów, w których dani aktorzy wystąpili.
- Daniel Radcliffe jako Harry Potter (1–8)
- Rupert Grint jako Ron Weasley (1–8)
- Emma Watson jako Hermiona Granger (1–8)
- John Cleese jako Prawie Bezgłowy Nick (1–2)
- Robbie Coltrane jako Rubeus Hagrid (1–8)
- Warwick Davis jako:
  - Filius Flitwick (1–6, 8)
  - Gryfek (1, 7–8)
- Richard Griffiths jako Vernon Dursley (1–3, 5, 7)
- Richard Harris jako Albus Dumbledore (1–2)
- Evanna Lynch jako Luna Lovegood (5–8)
- Ian Hart jako Kwiryniusz Quirrell (1)
- John Hurt jako Garrick Ollivander (1, 7–8)
- Alan Rickman jako Severus Snape (1–8)
- Fiona Shaw jako Petunia Dursley (1–3, 5, 7)
- Maggie Smith jako Minerwa McGonagall (1–6, 8)
- Julie Walters jako Molly Weasley (1–3, 5–8)
- Kenneth Branagh jako Gilderoy Lockhart (2)
- Jason Isaacs jako Lucjusz Malfoy (2, 4–5, 7–8)
- Julie Christie jako Madame Rosmerta (3)
- Michael Gambon jako Albus Dumbledore (3–8)
- Gary Oldman jako Syriusz Black (3–5, 8)
- Timothy Spall jako Peter Pettigrew (3–7)
- David Thewlis jako Remus Lupin (3, 5–8)
- Emma Thompson jako Sybilla Trelawney (3, 5, 8)
- Ralph Fiennes jako Lord Voldemort (4–5, 7–8)
- Brendan Gleeson jako Alastor Moody (4–5, 7)
- Miranda Richardson jako Rita Skeeter (4, 7)
- Frances de la Tour jako Olimpia Maxime (4, 7)
- Helena Bonham Carter jako Bellatriks Lestrange (5–8)
- Imelda Staunton jako Dolores Umbridge (5, 7)
- Jim Broadbent jako Horacy Slughorn (6, 8)
- Rhys Ifans jako Ksenofilius Lovegood (7)
- Bill Nighy jako Rufus Scrimgeour (7)
- Kelly Macdonald jako Szara Dama (8)

## Geneza
W 1997 roku angielski producent filmowy David Heyman, stojący na czele wytwórni Heyday Films, poszukiwał książki dziecięcej do zekranizowania. Jego pierwszym wyborem była powieść The Ogre Downstairs Diany Wynne Jones, jednak ten pomysł upadł. Do biura wytwórni trafiła kopia powieści Harry Potter i Kamień Filozoficzny J.K. Rowling. Choć początkowo wylądowała w szufladzie materiałów o niskim priorytecie, została odkryta przez sekretarkę, która poleciła ją Heymanowi. Ten, mimo niechęci do samego tytułu, był pod wrażeniem książki. Polecił ją swojemu przyjacielowi z dzieciństwa, Lionelowi Wigramowi, który został właśnie zatrudniony w wytwórni Warner Bros. Pictures w Los Angeles. Wigram, podobnie jak Heyman, był zachwycony powieścią i porównywał ją do klasyków fantasy ze swojego dzieciństwa, takich jak Czarnoksiężnik z Krainy Oz czy Charlie i fabryka czekolady. Nie był jednak przekonany, czy Warner Bros. będzie chciał podjąć się produkcji ze względu na angielski charakter książki oraz fakt, że fantasy wyszło z mody. Wytwórnia wyraziła jednak zainteresowanie rozpoczęciem procesu adaptacji. Początkowo Rowling nie chciała wyrazić zgody na ekranizację Harry’ego Pottera, gdyż obawiała się utraty praw do stworzonych przez siebie postaci. Pisarka wyznała, że odmówiła wielu osobom, nawet po propozycji większej zapłaty ze strony Warner Bros. W końcu zgodziła się, gdy dostała gwarancję, że nie będą powstawały nieautoryzowane przez nią filmy. Ponadto pisarka zastrzegła, że obsada ma się składać z Brytyjczyków, z ewentualnymi wyjątkami na rzecz Irlandczyków. W październiku 1998 roku wytwórnia sfinalizowała zakup praw do ekranizacji pierwszych czterech powieści z serii. Według nieoficjalnych doniesień medialnych, Rowling zarobiła na kontrakcie milion funtów brytyjskich.

## Produkcja
Produkcja serii filmowej Harry Potter odbywała się w latach 2000–2011. Wszystkie filmy wyprodukowało studio Warner Bros. Pictures wraz z Heyday Films, a ich głównym producentem był David Heyman. Pierwsze trzy części współprodukowało studio 1492 Pictures, którego współzałożycielem był reżyser dwóch pierwszych filmów, Chris Columbus. Choć Columbus nie podjął się reżyserii trzeciej części, pracował nad nią jako producent. Dodatkowo trzeci film wyprodukował Mark Radcliffe. Drugim (obok Heymana) producentem czterech ostatnich części był David Barron, który wcześniej pracował nad drugim i czwartym filmem jako producent wykonawczy. Dodatkowo trzecim producentem dwóch ostatnich części była J.K. Rowling.
Początkowy plan zakładał nakręcenie siedmiu filmów, po jednym na podstawie każdej z powieści Rowling. Podczas przygotowań do ekranizacji czwartego tomu, Harry’ego Pottera i Czary Ognia, studio Warner Bros. rozważało adaptację go w dwóch filmach ze względu na znacznie większą niż w poprzednich częściach objętość powieści. Pomysł nie został zrealizowany, ale powrócił przy siódmej i ostatniej książce, Harrym Potterze i Insygniach Śmierci. W marcu 2008 roku studio Warner Bros. ogłosiło, że zostanie ona zekranizowana w dwóch filmach, uzasadniając decyzję brakiem możliwości zawarcia całej istotnej fabuły powieści w jednej części. Rowling zaaprobowała ten pomysł.

### Reżyseria
Pierwszym reżyserem, który zgłosił swoją kandydaturę do pracy nad Harrym Potterem i Kamieniem Filozoficznym, był Brad Silberling. Następnie zainteresowanie projektem wyraził Steven Spielberg. Zainspirowany sukcesami studia Pixar Spielberg chciał, by ekranizacje Harry’ego Pottera były animowane i by w jednym filmie znalazły się elementy kilku powieści. Należąca do niego wytwórnia DreamWorks Animation zaproponowała Warner Bros. współpracę. Oba postulowane przez Spielberga pomysły nie podobały się Alanowi F. Hornowi, dyrektorowi operacyjnemu Warner Bros. Ponadto zachwycony filmem Szósty zmysł Spielberg typował Haleya Joela Osmenta do roli Harry’ego, co stało w sprzeczności z wymogiem wyłącznie brytyjskich aktorów. Choć Spielberg pracował ze scenarzystą Steve’em Klovesem przez około pół roku, ostatecznie zrezygnował z projektu, co ogłosił publicznie w lutym 2000 roku. Reżyser przyznał, że choć spodziewał się, że seria będzie fenomenem komercyjnym, nie był zainteresowany kręceniem filmów dla takich celów, o ile go nie poruszają. Skomentował ponadto: „Celowo nie nakręciłem Harry’ego Pottera, bo jak dla mnie to było jak strzelanie do kaczek w beczce, jak wsad. Chodziło o to, by wypłacić miliard dolarów i wpłacić je na swoje własne konto. Nie ma w tym żadnego wyzwania”.
Po rezygnacji Spielberga studio Warner Bros. prowadziła rozmowy w sprawie reżyserii z Silberlingem, Chrisem Columbusem, Robem Reinerem, Wolfgangiem Petersenem, Alanem Parkerem, Terrym Gilliamem, Ivanem Reitmanem, Jonathanem Demmem, Mikiem Newellem, Timem Robbinsem, Peterem Weirem i M. Nightem Shyamalanem. Heyman osobiście skontaktował się z Newellem, który odrzucił ofertę. Shyamalan i Petersen byli zajęci innymi projektami, zaś Reiner zrezygnował z przyczyn politycznych. Na ostateczną listę kandydatów wytwórni dostali się Silberling, Columbus, Parker i Gilliam. Rowling i Heyman preferowali Gilliama ze względu na jego humor, „odrobinę szaleństwa, wrażliwość i dotychczasowe wyprawy w krainę fantazji”, jednak Horn nie był przekonany, czy może powierzyć Harry’ego Pottera komuś tak nieprzewidywalnemu. 28 marca 2000 roku studio Warner Bros. zatrudniło Columbusa, uzasadniając to jego doświadczeniem w kinie familijnym (jak Kevin sam w domu czy Pani Doubtfire) i pracy z dziećmi na planie. Podczas przesłuchania w sprawie zatrudnienia Columbus przedstawił swoją wizję artystyczną filmu. Jego pomysłem był kontrast między ponurą kolorystyką scen z prawdziwego świata a pełnymi barw, klimatycznymi i drobiazgowymi scenami ze świata magii.

Moimi inspiracjami były dwa filmy Davida Leana: Wielkie nadzieje i Oliver Twist – ten typ mroku, ten typ obramowań, ta jakość kinematografii. Jeśli chodzi o paletę barw, rozmawialiśmy o Olivierze i Ojcu chrzestnym, które mają bardzo bogatą jakość, wręcz jak z technicoloru. Gdy wstępowaliśmy do Krainy Magii – tak właśnie nazywaliśmy Hogwart – chcieliśmy, by każdy kadr był wypełniony taką właśnie estetyką.

Początkowo Columbus miał wyreżyserować wszystkie planowane siedem filmów z serii. W trakcie zdjęć do drugiego, Harry’ego Pottera i Komnatę Tajemnic, podjął jednak decyzję, że nie wyreżyseruje trzeciej części, co uzasadnił zmęczeniem i chęcią spędzenia większej ilości czasu z dziećmi. Warner Bros. prowadził rozmowy w sprawie reżyserii trzeciego filmu, Harry’ego Pottera i więźnia Azkabanu, między innymi z Guillermo del Toro, Markiem Forstrerem i M. Nightem Shyamalanem. Del Toro był zniechęcony dwoma pierwszymi częściami, które uważał za zbyt kolorowe, wesołe i pozytywne, choć sam postrzegał Harry’ego Pottera w dickensowskim stylu. Forstrer, który niedawno skończył kręcić Marzyciela, nie chciał znów współpracować z aktorami dziecięcymi, zaś Shyamalan był zajęty filmem Osada. Na ostatecznej liście kandydatów rozważanych przez studio znaleźli się Callie Khouri, Kenneth Branagh (który zagrał Gilderoya Lockharta w drugiej części) i Alfonso Cuarón. 20 lipca 2002 roku Warner Bros. ogłosił zatrudnienie Cuaróna. Reżyser początkowo nie był przekonany, czy chce podjąć się pracy nad Harrym Potterem, bo nie czytał żadnej książki Rowling i nie oglądał poprzednich filmów. Kiedy się jednak z nimi zapoznał, uznał materiał za bardzo dobry. Zatrudnienie Cuaróna ucieszyło Rowling, która była zachwycona jego poprzednim filmem, I twoją matkę też, i doceniała jego umiejętność adaptacji, którą wykazał w Małej księżniczce. Reżyser zaprezentował zupełnie inny styl niż Columbus, nadając tym samym ton kolejnym filmom z serii. Wprowadził mroczniejszy klimat i zrezygnował z bogatej kolorystyki poprzednich części, zastępując ją, jak to ujął Sean Smith z „Newsweeka”, „lodowatym srebrem i atramentową czernią”. Wykazał mniejszą niż Columbus wierność pierwowzorowi literackiemu, nadając filmowi więcej własnej inwencji artystycznej i mocniej akcentując aspekt emocjonalny.
Cuarón planował pracę tylko nad jednym filmem z serii, ponadto udział w postprodukcji Harry’ego Pottera i więźnia Azkabanu wykluczał jego zaangażowanie w następną część, Harry’ego Pottera i Czarę Ognia. Po tym, jak Shyamalan po raz trzeci odrzucił propozycję reżyserii Harry’ego Pottera, 11 sierpnia 2003 roku Warner Bros. ogłosił, że następcą Cuaróna będzie Mike Newell. Jego pomysłem było zrealizowanie paranoidalnego dreszczowca, w którym główny bohater nie wie, dlaczego spotykają go dziwne zdarzenia, podobnie jak w filmie Północ, północny zachód. Aby zachować spójność w zakresie stylistyki, Newell postanowił pominąć niektóre wątki z powieści.

Chyba chcieli, by Harry Potter był bardziej realny, bardziej dojrzały. Wytwórnia i producenci zawsze chcą pójść do przodu. Chris [Columbus] wykonał kawał świetnej roboty z castingiem i spopularyzowaniem tego świata. Tymczasem oni, zamiast robić wciąż to samo, wzięli Alfonso Cuaróna. Później wzięli Davida Yatesa, który tworzył mocne rzeczy w telewizji. To świadectwo ich ambicji ku temu, by franczyza pozostawała świeża.

Złożone przez Warner Bros. propozycje reżyserii kolejnego filmu, Harry’ego Pottera i Zakonu Feniksa, odrzucili Newell, Matthew Vaughn, Mira Nair i Jean-Pierre Jeunet. 19 stycznia 2005 roku studio ogłosiło zatrudnienie Davida Yatesa. Motywacją wytwórni było jego doświadczenie w historiach politycznych, takich jak ta przedstawiona w piątym tomie serii Rowling. Yates wyznał, że jego celem było zrealizowanie filmu bardziej psychologicznego od poprzednich. Po tym, jak Guillermo del Toro odrzucił propozycję reżyserii szóstego filmu, Harry’ego Pottera i Księcia Półkrwi, wytwórnia zaproponowała angaż Yatesowi. W maju 2007 roku reżyser zdradził, że przyjął propozycję. W marcu 2008 roku Warner Bros. ogłosił, że Yates wyreżyseruje także dwa ostatnie filmy z serii, Harry’ego Pottera i Insygnia Śmierci: Część I oraz Harry’ego Pottera i Insygnia Śmierci: Część II.

### Scenariusze
Mimo brytyjskiego charakteru serii Harry Potter, przedstawiciele wytwórni Warner Bros. chcieli, by scenarzystami filmów byli Amerykanie. David Heyman wyznał, że „w Anglii nie ma zbyt wielu scenarzystów, którzy nadawaliby się do czystej rozrywki, jaką jest ta historia”. Poszukiwania scenarzysty rozpoczęły się już w 1998 roku, jednak początkowo były nieudane ze względu na fakt, że powieści Rowling nie zostały jeszcze wydane w Stanach Zjednoczonych. Propozycję Heymana odrzucił Richard Curtis. Kiedy książka pojawiła się na amerykańskim rynku, do wytwórni zaczęły napływać propozycje napisania scenariusza do adaptacji. Heyman i Wigram wahali się pomiędzy wyborem Steve’a Klovesa i Michaela Goldenberga, ostatecznie angażując pierwszego z nich. Kloves napisał scenariusze do siedmiu spośród ośmiu filmów z serii. Wyjątkiem była część piąta, Harry Potter i Zakon Feniksa, przy której zastąpił go Goldenberg. Kloves, choć później tego żałował, zrezygnował z pracy nad filmem ze względu na tworzenie scenariusza do ostatecznie niezrealizowanej adaptacji powieści Dziwny przypadek psa nocną porą Marka Haddona, którą również miał wyprodukować Heyman.

Steve Kloves, scenarzysta, był osobą, którą najbardziej stresowałam się poznać. Naprawdę byłam gotowa go znienawidzić, bo przecież miał zmasakrować moje dziecko. Gdy go poznałam, zapytałam, jaka jest jego ulubiona postać. Myślałam, że wskaże Rona, bo Rona bardzo łatwo uwielbiać – to oczywiste. On jednak wybrał Hermionę, a ja oniemiałam.

Wszystkie scenariusze powstawały w konsultacji z Rowling, której Kloves obiecał całkowitą wierność pierwowzorowi literackiemu. Autorka pomagała mu w opisywaniu świata magii, np. zdradzając zastosowania smoczej krwi podczas pracy nad pierwszym filmem, Harrym Potterze i Kamieniu Filozoficznym. Niektóre sugestie autorki były spowodowane tym, że sześć pierwszych scenariuszy powstało w czasie, gdy jeszcze nie wszystkie książki z cyklu były opublikowane. Przykładowo, Rowling powstrzymała Klovesa przed umniejszeniem roli Zgredka w drugim filmie, Harrym Potterze i Komnacie Tajemnic, ze względu na jego istotne znaczenie w siódmym tomie, Harrym Potterze i Insygniach Śmierci. Kloves wyznał, że dzięki znajomości całego cyklu napisanie scenariuszy do adaptacji ostatniej książki było prostsze niż w przypadku poprzednich części.
Pierwsze dwa scenariusze Klovesa stanowiły wierne adaptacje powieści. Od trzeciego filmu, Harry’ego Pottera i więźnia Azkabanu, scenarzyści wprowadzali więcej zmian w stosunku do literackich pierwowzorów, co w szczególności zaczęło być widoczne w czwartej części, Harrym Potterze i Czarze Ognia. Wynikały one przede wszystkim z coraz większych objętości książek Rowling, których wierne przedstawienie w filmach było niemożliwe ze względu na ograniczenia czasowe, ale także z wizji reżyserów. Ze scenariuszy zostały pominięte niektóre wątki, np. prowadzenie przez Hermionę Stowarzyszenia W.E.S.Z., oraz postacie, takie jak Ludo Bagman czy Irytek. Kolejną różnicą było odmienne od książkowego akcentowanie niektórych wątków. Przykładowo, w szóstym filmie, Harrym Potterze i Księciu Półkrwi, znacznie zmniejszono liczbę wspomnień z życia Voldemorta. Co więcej, w filmach pojawiły się sceny, których nie było w książkach. Jedną z nich było spalenie Nory w Harrym Potterze i Księciu Półkrwi, mające na celu dodanie akcji w środku filmu i przełamanie wesołej atmosfery.

### Dobór obsady
Susie Figgis została mianowana kierownikiem obsady pierwszego filmu, Harry’ego Pottera i Kamienia Filozoficznego. W maju 2000 roku wytwórnia Warner Bros. ogłosiła, że dzieci od 9 do 11 lat zainteresowane rolami Harry’ego Pottera, Rona Weasleya i Hermiony Granger mogą wysyłać filmy, na których czytają wybrane akapity książek Rowling. Zgodnie z życzeniem pisarki, angaż mogły otrzymać tylko dzieci brytyjskie. Właściwe castingi odbywały się w trzech etapach. W pierwszym kandydaci czytali fragmenty powieści Harry Potter i Kamień Filozoficzny, w drugim improwizowali sceny pierwszego przybycia do Hogwartu, a w trzecim występowali przed reżyserem, Chrisem Columbusem. Zdenerwowana z powodu braku zdecydowania Columbusa Figgis zrezygnowała z pracy nad filmem i została zastąpiona przez Janet Hirshenson. Na tym etapie producenci mieli już tylko kilku kandydatów do ról Rona i Hermiony, w tym Ruperta Grinta i Emmę Watson. Grint, fan książek Rowling, wysłał producentom film, na którym rapuje. Watson została polecona przez swojego nauczyciela aktorstwa ze szkoły w Oksfordzie. Oboje nie mieli żadnego doświadczenia aktorskiego poza szkolnymi przedstawieniami.
Na przesłuchanie do roli Harry’ego zgłosiło się około 40 tysięcy chłopców. Columbus chciał zatrudnić Daniela Rafcliffe’a, którego widział w filmie telewizyjnym David Copperfield. Jego rodzice odrzucili propozycję, nie chcąc, by chłopiec kręcił siedem filmów w Los Angeles. W czerwcu 2000 roku David Heyman i Steve Kloves przypadkowo spotkali Radcliffe’ów w teatrze, gdzie Heyman uznał, że chłopiec jest idealnym kandydatem do głównej roli. Dzień później zwrócił się do jego rodziców z prośbą o wyrażenie zgody na udział syna w castingu. Otrzymawszy zapewnienie, że filmy będą kręcone w Anglii, Radcliffe’owie pozwolili mu kandydować. Rowling wyznała, że po zobaczeniu jego zdjęć próbnych uznała, że nie mogłaby sobie wyobrazić lepszego odtwórcy roli Harry’ego. 21 sierpnia 2000 roku wytwórnia Warner Bros. ogłosiła zatrudnienie Radcliffe’a, Grinta i Watson. Choć przez dziesięć lat zdjęć do Harry’ego Pottera wszyscy troje rozważali rezygnację, ostatecznie wystąpili w każdym z ośmiu filmów.
Jeszcze przed zatrudnieniem odtwórców trzech głównych ról rozpoczął się casting do postaci drugoplanowych. Pierwszymi obsadzonymi aktorami byli kandydaci Rowling: Robbie Coltrane w roli Rubeusa Hagrida i Maggie Smith w roli Minerwy McGonagall. Następnie wytwórnia ogłosiła zatrudnienie Alana Rickmana jako Severusa Snape’a i Richarda Harrisa jako Albusa Dumbledore’a. Harris początkowo odrzucił propozycję roli, jednak ostatecznie przyjął ją na prośbę wnuczki. Angaż otrzymali także: Richard Griffiths jako Vernon Dursley, Fiona Shaw jako Petunia Dursley, Warwick Davis jako Filius Flitwick, Julie Walters jako Molly Weasley, Ian Hart jako Kwiryniusz Quirrell, John Cleese jako Prawie Bezgłowy Nick i John Hurt jako Garrick Ollivander. W rolach dziecięcych zostali obsadzeni: Tom Felton jako Draco Malfoy, Matthew Lewis jako Neville Longbottom, James Phelps jako Fred Weasley, Oliver Phelps jako George Weasley i Bonnie Wright jako Ginny Weasley. W drugiej części serii, Harrym Potterze i Komnacie Tajemnic, do obsady dołączyli Kenneth Branagh jako Gilderoy Lockhart, Jason Isaacs jako Lucjusz Malfoy i Mark Williams jako Artur Weasley.
Trzy tygodnie przed premierą filmu zmarł Richard Harris. Po tym, jak rolę Dumbledore’a w kolejnych filmach odrzucił Ian McKellen, angaż otrzymał Michael Gambon. Ponadto w obsadzie trzeciej części, Harry’ego Pottera i więźnia Azkabanu, znaleźli się: Gary Oldman jako Syriusz Black, David Thewlis (który uprzednio ubiegał się o rolę Quirrella) jako Remus Lupin, Timothy Spall jako Peter Pettigrew i Emma Thompson jako Sybilla Trelawney. W czwartym filmie, Harrym Potterze i Czarze Ognia, do obsady dołączyli: Ralph Fiennes jako Lord Voldemort, Brendan Gleeson jako Alastor „Szalonooki” Moody i Miranda Richardson jako Rita Skeeter. Angaż w piątej części, Harrym Potterze i Zakonie Feniksa, otrzymały: Imelda Staunton jako Dolores Umbridge, Helen McCrory jako Bellatriks Lestrange i Evanna Lynch jako Luna Lovegood, do roli której w przesłuchaniu wzięło udział ponad 15 tysięcy dziewcząt. Jeszcze przed rozpoczęciem zdjęć McCrory zrezygnowała z udziału w filmie ze względu na ciążę, a postać Lestrange przejęła Helena Bonham Carter. McCrory została za to obsadzona jako Narcyza Malfoy w szóstej części, Harrym Potterze i Księciu Półkrwi, gdzie do obsady dołączył też Jim Broadbent jako Horacy Slughorn.

### Zdjęcia
Trwające dziesięć lat zdjęcia do filmów z serii odbywały się na terenie Wielkiej Brytanii. Steve Norris, prezes British Film Commission, powiedział: „Harry Potter jest kulturowo zakorzeniony w Wielkiej Brytanii. Myśl, że miałby być kręcony gdzieś indziej, wywoływała u wszystkich dreszcze wzdłuż kręgosłupa”. Zdjęcia odbywały się przede wszystkim w kompleksie Leavesden Studios w miejscowości Leavesden, położonej około 32 kilometry od Londynu. Choć początkowo wytwórnia Warner Bros. rozważała kręcenie w kompleksie Pinewood Studios, wybrano Leavesden Studios ze względu na większą powierzchnię, dzięki czemu zostały zmieszczone liczne plany wybudowane na potrzeby zdjęć, które stały tam przez następne lata. Nieburzenie ich było wymuszone faktem, że filmy powstały równolegle z powieściami, w związku z czym w przyszłości mogła zajść potrzeba ponownego skorzystania z wcześniejszych scenografii. Po zakończeniu produkcji filmów zespół planów zdjęciowych został przekształcony w publiczną atrakcję pod tytułem Warner Bros. Studio Tour London – The Making of Harry Potter. Jej otwarcie odbyło się 31 marca 2012 roku.

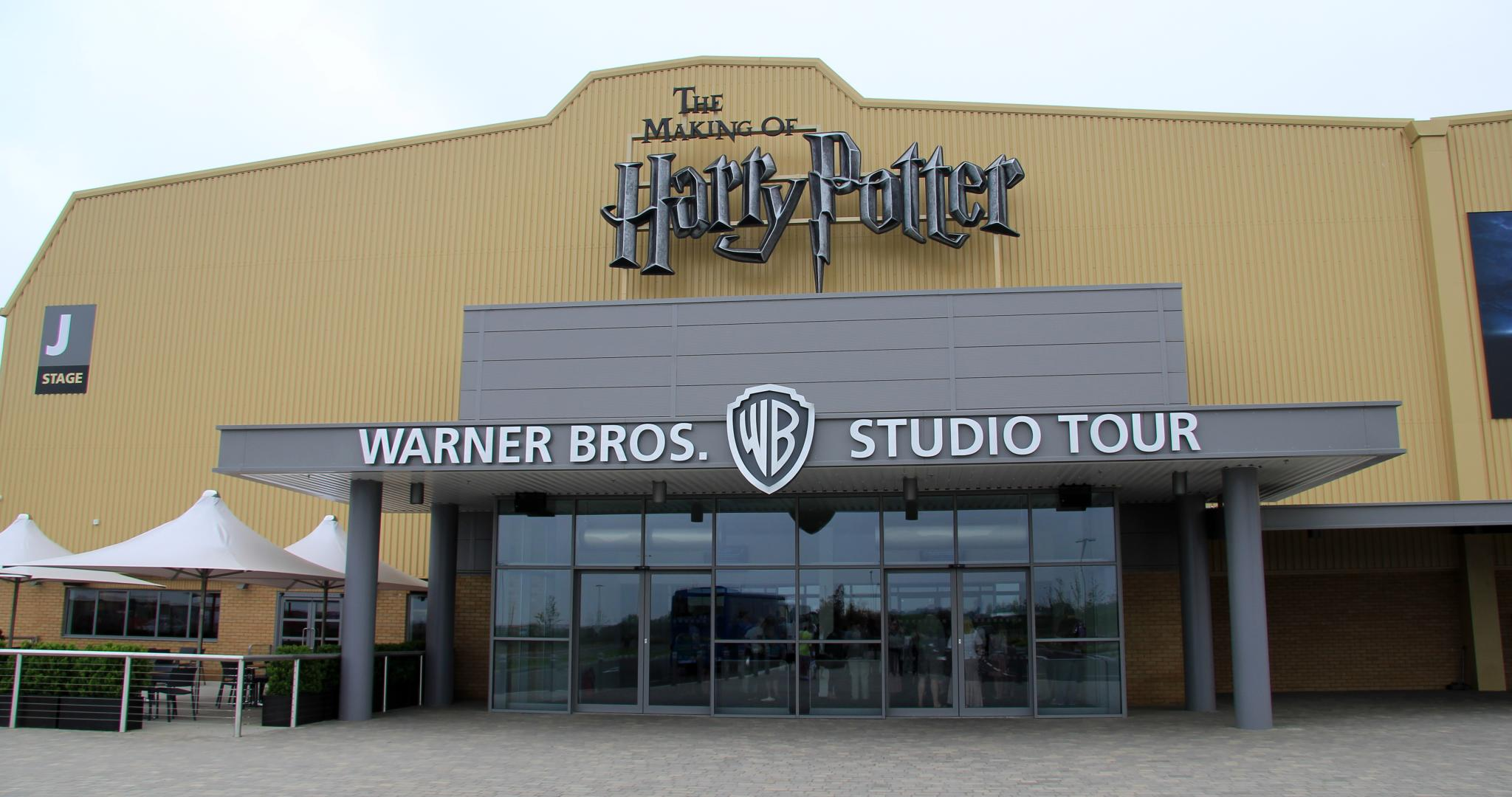
Wejście do kompleksu Warner Bros. Studio Tour London – The Making of Harry Potter

Początkowo filmy były kręcone zarówno w Leavesden Studios, jak i w istniejących na terenie Wielkiej Brytanii lokalizacjach. Z upływem czasu coraz więcej planów powstawało w studiu lub było generowane komputerowo, co wynikało z przyczyn finansowych i większej wygody pracy. Sala przepowiedni w piątej części, Harrym Potterze i Zakonie Feniksa, była pierwszym planem stworzonym w pełni komputerowo. Łącznie w Leavesden Studios powstało na potrzeby Harry’ego Pottera 588 planów.
Tryb zdjęć był dostosowany do młodego wieku głównych aktorów. Kręcili oni przez co najwyżej cztery i pół godziny dziennie, a trzy godziny spędzali na lekcjach, zorganizowanych w zbudowanych w Leavesden Studios salach. Ponadto musieli odbywać piętnastominutowe przerwy w każdej godzinie zdjęć. Konieczność spełnienia tych wymogów powodowała wydłużenie zdjęć. Równocześnie wytwórnia starała się kręcić filmy na tyle szybko, by wiek aktorów był dopasowany do wieku postaci. Reżyser Chris Columbus przyznał, że w związku z tempem zdjęć niektóre elementy, zwłaszcza w zakresie efektów specjalnych, nie zostały wykonane z należytą dokładnością. Nauczony doświadczeniem z pierwszego filmu, przy produkcji drugiego postanowił nakręcić w pierwszej kolejności sceny wymagające wielu efektów komputerowych, aby zajmująca się nimi ekipa miała odpowiedni czas na pracę.

#### Operatorzy
Operatorem filmowym pierwszej części był John Seale. Zgodnie z wizją Columbusa Harry Potter i Kamień Filozoficzny był utrzymany głównie w bogatej i ciepłej palecie barw. Jako że w Hogwarcie nie używa się światła elektrycznego, Seale korzystał w dużej mierze ze świec i pochodni, a w scenach wewnątrz budynków stosował słabe oświetlenie. Aby naznaczyć kontrast między światem magii a mugolskim, w scenach osadzonych w drugim z nich stosował zimniejsze kolory i węższe ujęcia. Operatorem drugiej części był Roger Pratt. Choć, jak ocenił Heyman, jego stylistyka przypominała poprzednią część, Pratt zastosował mniejsze nasycenie barw, by nadać filmowi mroczniejszy klimat. Znacznie drastyczniejszych zmian dokonał jednak odpowiedzialny za zdjęcia do trzeciej części Michael Seresin, który nadał ton wszystkim późniejszym produkcjom z cyklu. Harry Potter i więzień Azkabanu miał stonowaną paletę barw i słabsze oświetlenie, zawierał dużo naturalistycznych kadrów i szerokich ujęć, a także – w przeciwieństwie do poprzedników – został nakręcony w większości jedną kamerą. Roger Pratt powrócił jako operator w czwartej części i, podobnie jak Seresin, nadał filmowi mroczną stylistykę, akcentując – w ocenie krytyk Stephanie Zacharek – mglistą szarość i przytłumiony blask starego srebra.
Operatorem piątej części był Polak Sławomir Idziak. Krytyk A.O. Scott z „The New York Timesa” zwrócił uwagę na akcentowanie przez niego „zimnego, spranego odcieniu niebieskiego”, a Matt Zoller Seitz ze Slant Magazine nazwał zdjęcia wyblakłymi i srebrzystymi. Operatorem szóstej części był Bruno Delbonnel, który zrezygnował ze zdjęć cyfrowych i kręcił na taśmie filmowej, argumentując to większą dokładnością techniczną. Wraz z reżyserem Davidem Yatesem chciał stworzyć film w europejskim stylu, inspirowany dziełami malarza Rembrandta. Przedstawiciele Warner Bros. uznali, że jego zdjęcia są za ciemne, wskutek czego Delbonnel i Yates dodali do nakręconych scen więcej kolorów. Operatorem dwóch ostatnich części był Eduardo Serra, który, podobnie jak Delbonnel, kręcił na taśmie filmowej. Ze względu na wiele nowych lokalizacji w Harrym Potterze i Insygniach Śmierci: Części I Yates postanowił stosować nowe dla serii techniki: kamery ręczne i bardzo szerokie obiektywy.

#### Scenografia

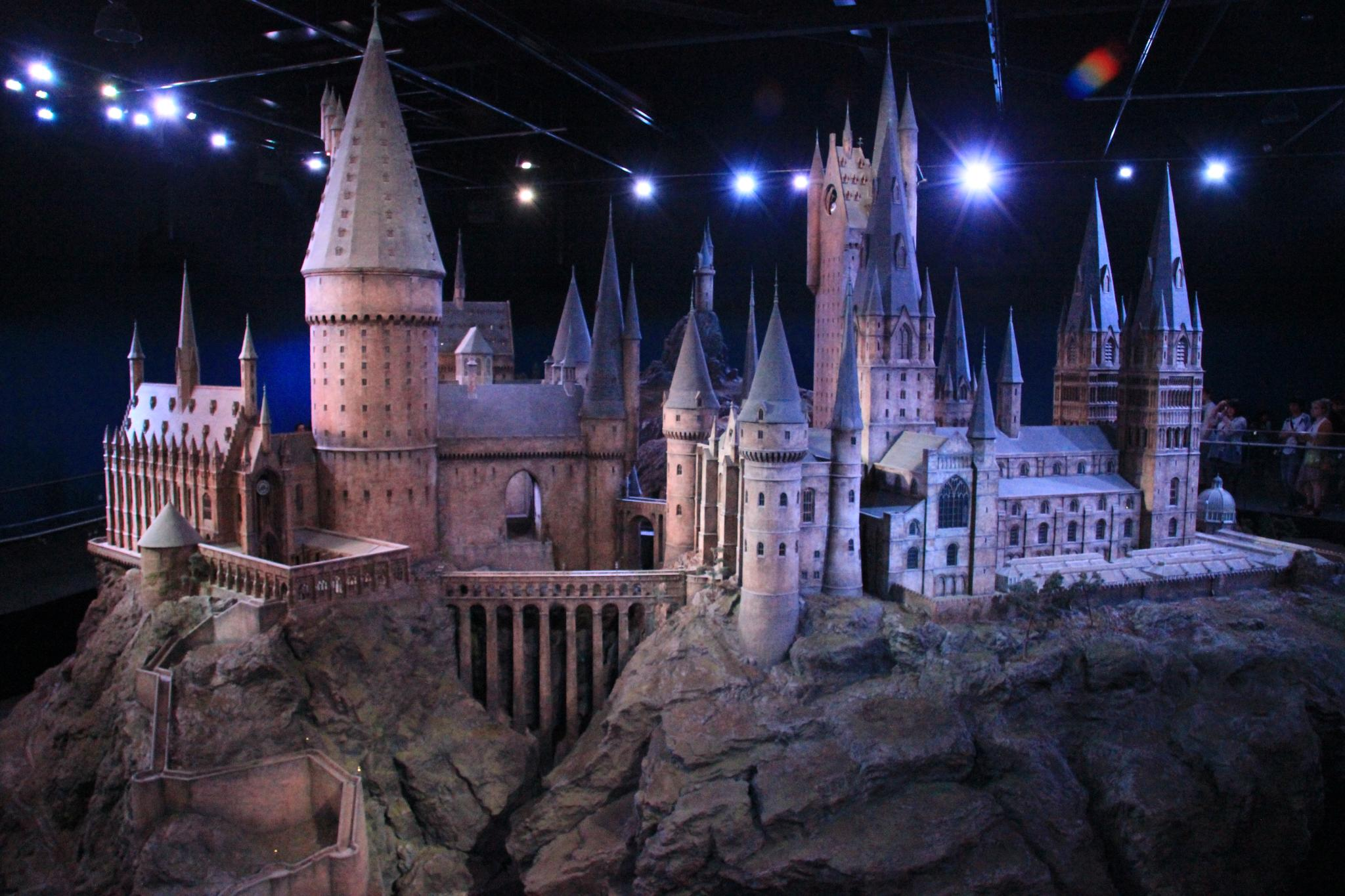
Model Hogwartu

Pierwszym wyborem Lionela Wigrama na scenografa filmu Harry Potter i Kamień Filozoficzny był Stuart Craig, którego twórczość nazywał wyrafinowaną. Craig pracował nad wszystkimi ośmioma częściami, a jego ekipa zajmująca się scenografią obejmowała – w zależności od filmu – od 30 do 35 osób. Plany zdjęciowe powstawały we współpracy z dekoratorką wnętrz Stephenie McMillan, z którą Craig pracował wcześniej nad kilkoma innymi filmami. Scenograf zdradził, że podczas prac nad pierwszymi częściami szkicował pomysły odręcznie, przy użyciu ołówka, a następnie przekazywał je ilustratorom architektonicznym. Później plany powstawały w sposób komputerowy.
W fazie preprodukcji Rowling sporządziła dla Craiga mapę okolic Hogwartu. Na jej rysunku znalazły się: Zakazany Las, chata Hagrida, boisko do quidditcha, jezioro i wioska Hogsmeade. Mapa stanowiła dla Craiga bazę na wszystkie osiem filmów. 86-osobowy zespół zbudował w Leavesden Studios miniaturowy model Hogwartu w skali 1:24, wykorzystywany w sześciu pierwszych filmach w ujęciach z daleka. Przy jego projektowaniu bazowano głównie na zamku Alnwick i katedrze w Gloucester, a jedno ze skrzydeł jest niemalże idealnym odwzorowaniem katedry w Durham. Pomiędzy filmami model był modyfikowany i powiększany. Najwięcej zmian zostało wprowadzone przed częścią trzecią, Harrym Potterem i więźniem Azkabanu. Wówczas jego powierzchnię zwiększono o około 40 procent, dodając między innymi wieżę zegarową i dziedziniec przed nią, drewniany most i nowe iglice w skrzydle przypominającym katedrę w Durham. Ponadto zwiększono chatę Hagrida i zmieniono jej otoczenie. W czwartym filmie, Harrym Potterze i Czarze Ognia, model został powiększony o sowiarnię, zaś w szóstym, Harrym Potterze i Księciu Półkrwi, o Wieżę Astronomiczną. Na potrzeby dwóch ostatnich części miniaturowy Hogwart został zeskanowany, a na jego bazie powstał model cyfrowy. Wprowadzono w nim kolejne zmiany wizualne – dziedziniec uległ dwukrotnemu zwiększeniu, a klatka schodowa została całkowicie zmodyfikowana.

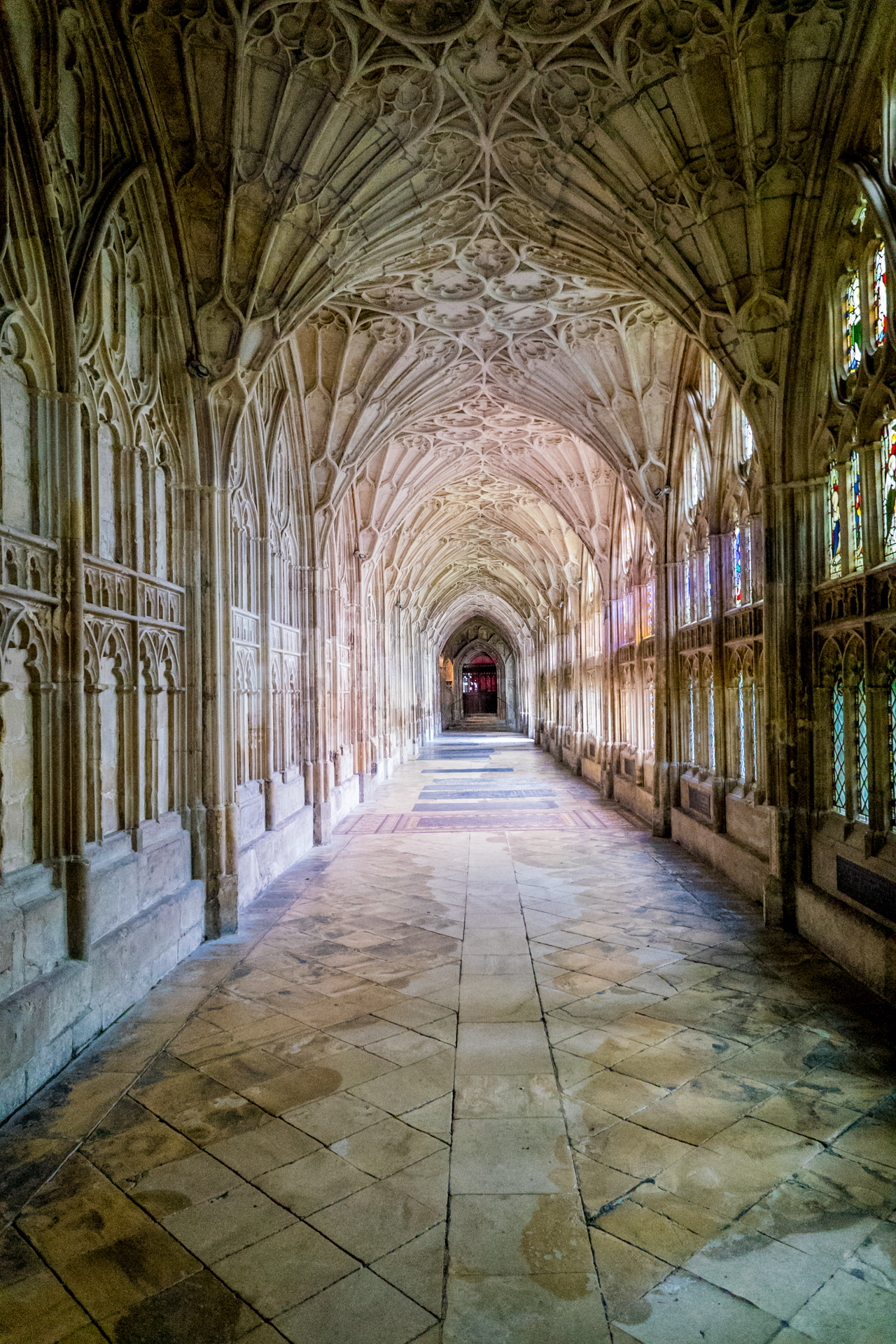
Wnętrze katedry w Gloucester, w której były kręcone sceny osadzone w Hogwarcie

Ekipa filmu Harry Potter i Kamień Filozoficzny wahała się między kręceniem osadzonych w Hogwarcie scen w istniejących lokalizacjach a korzystaniem ze studia. Przedstawiciele katedry w Canterbury odrzucili prośbę Warner Bros. w sprawie filmowania na jej terenie, uzasadniając to pogańskim charakterem powieści Rowling. Ostatecznie na główne miejsca zdjęć wybrano zamek Alnwick i katedrę w Gloucester, oprócz tego niektóre sceny kręcono w katedrze w Durham, Bibliotece Bodlejańskiej i Christ Church w Oksfordzie. Część scen powstawało w Leavesden Studios, gdzie ekipa filmowa zbudowała między innymi mieszczącą 400 osób Wielką Salę i gabinet Albusa Dumbledore’a. Począwszy od trzeciej części, Harry’ego Pottera i więźnia Azkabanu, otoczenie Hogwartu zostało zastąpione przez szkockie tereny górzyste, na których odbywały się zdjęcia. Ze względu na niesprzyjającą pogodę i z przyczyn finansowych w późniejszych częściach tereny szkockie wkomponowywano komputerowo do ujęć ze studia.
W Leavesden Studios powstały też inne plany niezwiązane z Hogwartem, np. Ulica Pokątna, dom Dursleyów, Hogsmeade i Nora, która została spalona podczas zdjęć do szóstej części, a później odbudowana. Na potrzeby czwartej części został wybudowany mieszczący dwa miliony litrów wody zbiornik, co czyniło go największym tego typu obiektem w Europie. Z kolei na potrzeby piątego filmu powstał największy i najdroższy plan w całej serii: atrium Ministerstwa Magii, którego budowa trwała 22 tygodnie.

### Kostiumy i charakteryzacja
Kostiumografem pierwszej części, Harry’ego Pottera i Kamienia Filozoficznego, była Judianna Makovsky. Jej konsultowane z J.K. Rowling pomysły były bazą dla całej serii. Stroje uczniów Hogwartu, które zaprojektowała, stanowiły połączenie opisanych w powieściach czarnych szat z brytyjskimi, XX-wiecznymi mundurkami szkolnymi, przede wszystkim w stylu Eton College. Inspiracją dla Makovsky było malarstwo renesansowe. Dla pozostałych postaci wykreowała one epokowe style ubierania: wiktoriańskie dla Severusa Snape’a, renesansowe dla Albusa Dumbledore’a i elżbietańskie dla Prawie Bezgłowego Nicka. Oprócz tego Makovsky zaprojektowała stroje do quidditcha, odchodząc od tych zaprezentowanych na okładce pierwszej powieści. Kostiumografem drugiej części, Harry’ego Pottera i Komnaty Tajemnic, była Lindy Hemming, która pozostawiła projekty Makovsky, skupiając się na nowych postaciach.

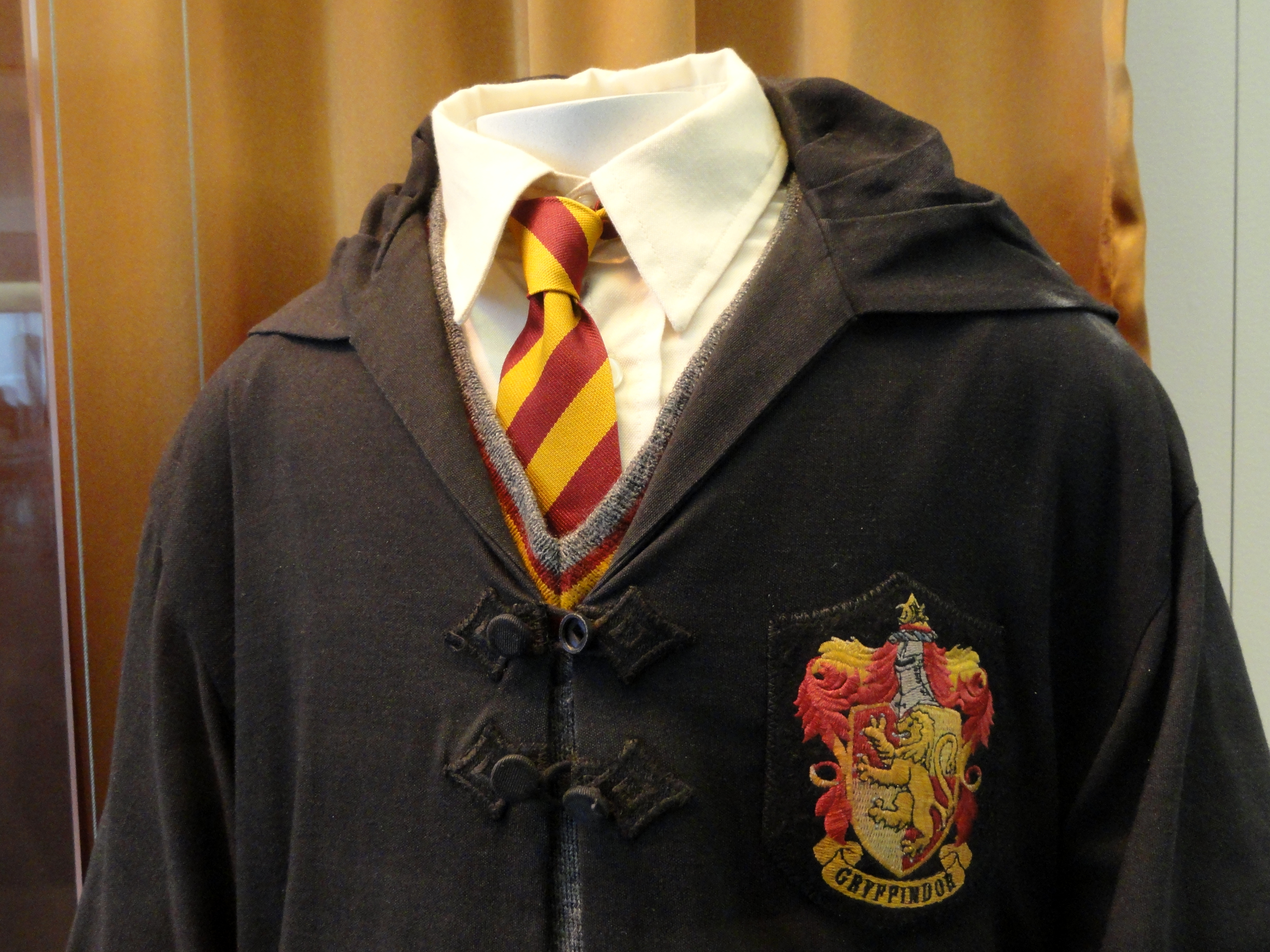
Kostium Daniela Radcliffe’a

Kostiumografem wszystkich późniejszych części była Jany Temime. Podobnie jak Alfonso Cuarón, czyli reżyser trzeciej części, Harry’ego Pottera i więźnia Azkabanu, wyrażała ona chęć zmiany stylistyki filmów. W wywiadzie dla portalu Fashionista powiedziała: „To pierwsza mroczna część. Chciałam dokonać zmian, bo tu zupełnie nie pasowała stylistyka Opowieści wigilijnej, która jest dobra dla małych dzieci, ale przecież nastolatek na taki film nie pójdzie. Chcieliśmy, by było fajniej, by dzieciaki wyglądały niczym z sąsiedztwa”. Szaty uczniów Hogwartu zostały przeprojektowane, by nadać postaciom większą indywidualność. Między innymi umieszczono w nich elementy domów Hogwartu, do których należeli. W przeciwieństwie do dwóch poprzednich filmów, poza lekcjami uczniowie ubrani byli nie w szaty, ale w nowoczesne i luźne ubrania. Ponadto Temime zmodyfikowała stroje do quidditcha oraz pelerynę Dumbledore’a, któremu starała się nadać żywszy w porównaniu do poprzednich części ton (co szło w parze ze zmianą aktora). W późniejszych filmach największymi przedsięwzięciami w zakresie kostiumów były suknie na Bal Bożonarodzeniowy w czwartej części, Harrym Potterze i Czarze Ognia, oraz stroje śmierciożerców. Na potrzeby ośmiu filmów uszyto ponad 600 egzemplarzy szkolnych szat.
Główną charakteryzatorką serii była Amanda Knight. Przez dziesięć lat zdjęć charakteryzatorzy nałożyli ponad 5800 razy bliznę Harry’ego Pottera na czoło, w tym 2000 razy na Daniela Radcliffe’a, a pozostałe razy na dublerów. Ponadto Radcliffe używał w sumie około 160 par okularów. Broda Albusa Dumbledore’a, której jednorazowe nałożenie trwało 45 minut, składała się z sześciu części i obejmowała 10 rodzajów włosów. Szczególnie zaawansowaną charakteryzację miał wcielający się w Lorda Voldemorta Ralph Fiennes. Poza usuwanym w postprodukcji komputerowej nosem, była ona w całości makijażem, którego nałożenie trwało 2 godziny.

### Muzyka

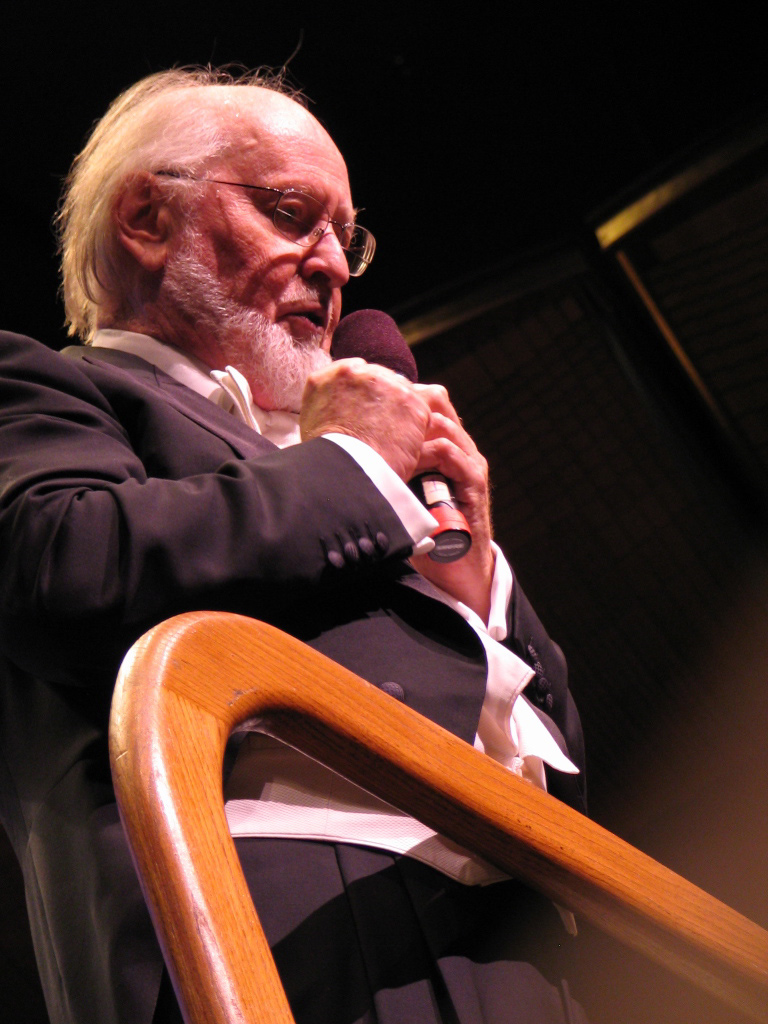
John Williams, kompozytor muzyki do trzech pierwszych części

John Williams został zatrudniony do skomponowania ścieżki dźwiękowej do pierwszego filmu z serii, Harry’ego Pottera i Kamienia Filozoficznego. Jeszcze przed rozpoczęciem właściwych prac napisał utwór „Hedwig’s Theme”, wykorzystywany w materiałach promocyjnych. Kompozycja stała się głównym motywem muzycznym serii i była wykorzystywana we wszystkich późniejszych częściach, choć na ogół w przearanżowanych wersjach. Williams napisał muzykę do trzech pierwszych części serii. Ze względu na napięty grafik nie dyrygował osobiście podczas nagrać do drugiego filmu, Harry’ego Pottera i Komnaty Tajemnic. Został w tej roli zastąpiony przez Williama Rossa, który ponadto przearanżował na prośbę Williamsa niektóre utwory z pierwszej części. Ze względu na koncepcję reżysera, Alfonso Cuaróna, podczas prac nad trzecim filmem, Harrym Potterem i więźniem Azkabanu, Williams zmienił stylistykę muzyczną i prawie w ogóle nie bazował na muzyce z poprzednich części.
Ze względu na inne zobowiązania Williams nie podjął się pracy nad czwartym filmem, Harrym Potterze i Czarą Ognia, a jego rolę przejął Patrick Doyle. Wbrew prośbom produkcji, Doyle prawie całkowicie odciął się od twórczości Williamsa z poprzednich części, wykorzystując tylko „Hedwig’s Theme”. Ścieżkę dźwiękową dwóch kolejnych części, Harry’ego Pottera i Zakonu Feniksa oraz Harry’ego Pottera i Księcia Półkrwi, skomponował Nicholas Hooper. Za muzykę do dwóch ostatnich filmów, Harry’ego Pottera i Insygniów Śmierci: Części I oraz Harry’ego Pottera i Insygniów Śmierci: Części II, odpowiadał Alexandre Desplat.

### Efekty specjalne
Nad efektami specjalnymi filmów pracował szereg firm, głównie Rising Sun Pictures, Sony Pictures Imageworks, Double Negative, Cinesite, Framestore i Industrial Light & Magic. Stanowiły one połączenie robotyki, elektroniki, marionetkarstwa i obrazów generowanych komputerowo (CGI). Efekty pierwszego filmu, Harry’ego Pottera i Kamienia Filozoficznego, powstawały w Kalifornii. Od drugiej części prace przeniesiono w pełni do Wielkiej Brytanii, a kierownikiem ekipy zajmującej się efektami został Tim Burke. Zdaniem Burke’a i producenta Davida Barrona, Harry Potter zrewolucjonizował brytyjski przemysł efektów specjalnych, czyniąc go największym z tego zakresu w całej branży filmowej.

## Odbiór krytyków
| Nr | Film                                      | Rotten Tomatoes    | Metacritic       |
| -- | ----------------------------------------- | ------------------ | ---------------- |
| 1  | Harry Potter i Kamień Filozoficzny        | 81% (200 recenzji) | 65 (37 recenzji) |
| 2  | Harry Potter i Komnata Tajemnic           | 82% (237 recenzji) | 63 (35 recenzji) |
| 3  | Harry Potter i więzień Azkabanu           | 90% (259 recenzji) | 82 (40 recenzji) |
| 4  | Harry Potter i Czara Ognia                | 88% (255 recenzji) | 81 (38 recenzji) |
| 5  | Harry Potter i Zakon Feniksa              | 78% (256 recenzji) | 71 (37 recenzji) |
| 6  | Harry Potter i Książę Półkrwi             | 84% (280 recenzji) | 78 (36 recenzji) |
| 7  | Harry Potter i Insygnia Śmierci: Część I  | 77% (288 recenzji) | 65 (42 recenzje) |
| 8  | Harry Potter i Insygnia Śmierci: Część II | 96% (333 recenzji) | 85 (41 recenzji) |

## Wyniki finansowe
| Nr | Tytuł                                     | Rok  | Budżet przybliżony | Dochód światowy | Dochód światowy | Dochód lokalny  | Dochód lokalny             | Dochód lokalny | Ranking w roku |
| Nr | Tytuł                                     | Rok  | Budżet przybliżony | całkowity       | pierwotny       | Wielka Brytania | Stany Zjednoczone i Kanada | Polska         | Ranking w roku |
| -- | ----------------------------------------- | ---- | ------------------ | --------------- | --------------- | --------------- | -------------------------- | -------------- | -------------- |
| 1  | Harry Potter i Kamień Filozoficzny        | 2001 | 125 000 000        | 1 006 968 171   | 974 755 371     | 84 758 982      | 318 087 620                | brak danych    | 1              |
| 2  | Harry Potter i Komnata Tajemnic           | 2002 | 100 000 000        | 879 602 366     | 878 979 634     | 88 174 230      | 262 450 136                | 5 746 832      | 2              |
| 3  | Harry Potter i więzień Azkabanu           | 2004 | 130 000 000        | 796 246 544     | 795 634 069     | 84 878 350      | 249 975 996                | 3 901 449      | 2              |
| 4  | Harry Potter i Czara Ognia                | 2005 | 150 000 000        | 896 462 886     | 895 921 036     | 85 927 617      | 290 417 905                | 6 156 946      | 1              |
| 5  | Harry Potter i Zakon Feniksa              | 2007 | 150 000 000        | 942 172 396     | 941 676 843     | 101 429 485     | 292 353 413                | 5 830 726      | 2              |
| 6  | Harry Potter i Książę Półkrwi             | 2009 | 250 000 000        | 934 454 096     | 933 959 197     | 84 160 267      | 302 305 431                | 6 354 956      | 2              |
| 7  | Harry Potter i Insygnia Śmierci: Część I  | 2010 | 125 000 000        | 977 043 483     | 976 536 918     | 86 087 576      | 296 347 721                | 6 679 851      | 3              |
| 8  | Harry Potter i Insygnia Śmierci: Część II | 2011 | 125 000 000        | 1 342 315 825   | 1 341 511 219   | 117 291 771     | 381 409 310                | 8 895 199      | 1              |

## Harry Potter – 20. rocznica: Powrót do Hogwartu
W 2021 studio telewizyjne Warner Bros. Television Studios wyprodukowało specjalny program telewizyjny Harry Potter – 20. rocznica: Powrót do Hogwartu z okazji dwudziestej rocznicy serii Harry Potter, obejmujący wspomnienia i archiwalne nagrania związane z filmami. Wzięli w nim udział aktorzy i twórcy związani z serią, w tym Daniel Radcliffe, Rupert Grint, Emma Watson i wszyscy reżyserzy. Program powstał dla serwisu strumieniowego HBO Max, gdzie jego premiera odbyła się 1 stycznia 2022.